# Onychognathia
Onychognathia is een geslacht in de taxonomische indeling van de tandmondwormen (Gnathostomulida).

## Soorten
- Onychognathia bractearotunda
- Onychognathia filifera
- Onychognathia rhombocephala